# La Grande Moucherolle
La Grande Moucherolle (2 284 mètres) est le deuxième sommet du massif du Vercors par son altitude. La Petite Moucherolle (2 156 mètres), légèrement plus au sud, est séparée de celle-ci par le col des Moucherolles.

## Géographie
L'ensemble des Moucherolles, c’est-à-dire la ligne de sommets entre le pas de l'Œille et le pas de la Balme, est également constitué à l'est de la Grande Moucherolle par les rochers des Deux-Sœurs, appelés Sophie (2 162 mètres) et Agathe (2 193 mètres), et séparés par le col des Deux-Sœurs, qui s'avancent au-dessus de la vallée du Drac, ainsi que par les rochers des Jaux (2 062 mètres) au nord.
Ces deux montagnes sont parfaitement visibles du centre de Villard-de-Lans, notamment depuis le porche de l'église du village.

## Activités

### Spéléologie
De nombreuses cavités sont situées au pied de la Grande Moucherolle et sur le domaine skiable. Juste sous l'abri de l'Ours, dans un secteur de 700 mètres de long par 500 mètres de large, douze cavités importantes sont présentes. Le scialet des Cagoulards (−430 m), le scialet des Lattes (−267 m), le scialet Karl, le scialet des Gougnafiers (−219 m), la  grotte Hubert, le scialet Tétras-Lyre (−350 m), le scialet Sonotone, le scialet Kiravi (−240 m), le scialet Oublié (−190 m), le scialet Méandrator (−215 m) et le scialet des Derniers Dinosaures (−438 m) développent leurs puits et méandres étroits en direction de l'exsurgence de la Goule Blanche située dans les gorges de la Bourne. Dans le même secteur, le gouffre le plus profond demeure le scialet Moussu de 529 m de profondeur pour 2 300 m de développement.

### Randonnée pédestre
Le sommet de la Grande Moucherolle peut être atteint depuis Villard-de-Lans ou Corrençon-en-Vercors mais la randonnée la plus esthétique part de Chateau-Bernard ou du Gua, versant Drac.
De nombreux sentiers, dont le GR 91, partent du site des Glovettes et de la station de Villard Cote 2000 et permettent d'accéder au sommet des deux Moucherolles. Une télécabine permet d'atteindre le sommet des montagnes. L'hiver, les pentes des Moucherolles constituent la majeure partie du domaine Villard-Corrençon.

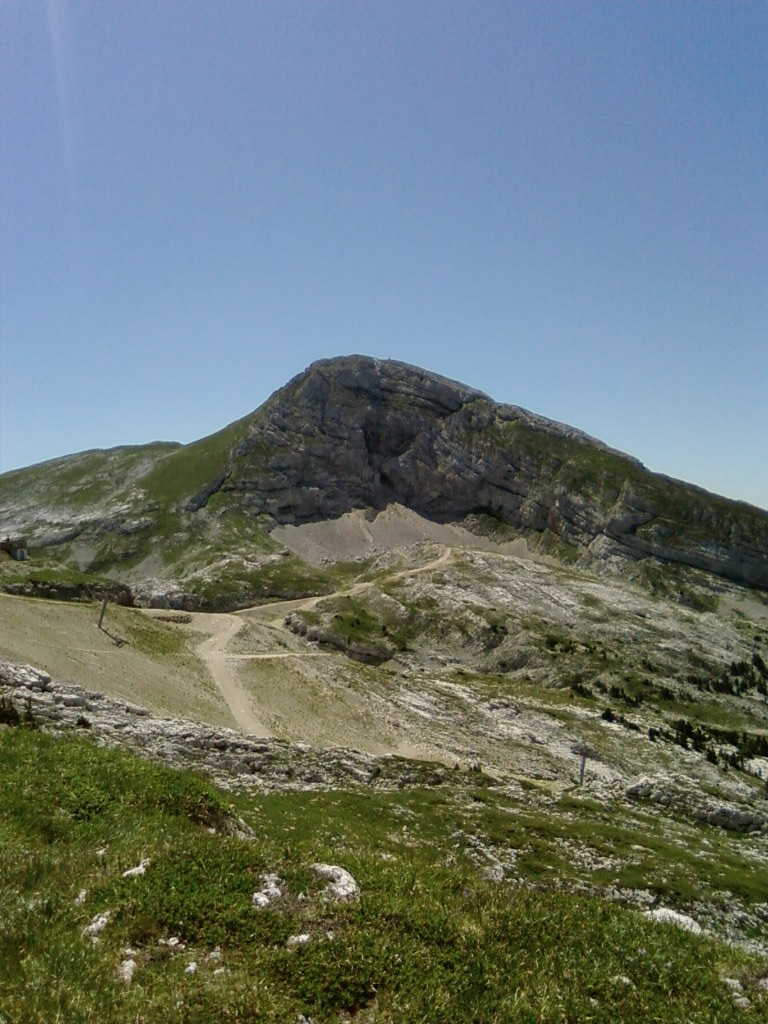
Vue depuis le balcon Est.
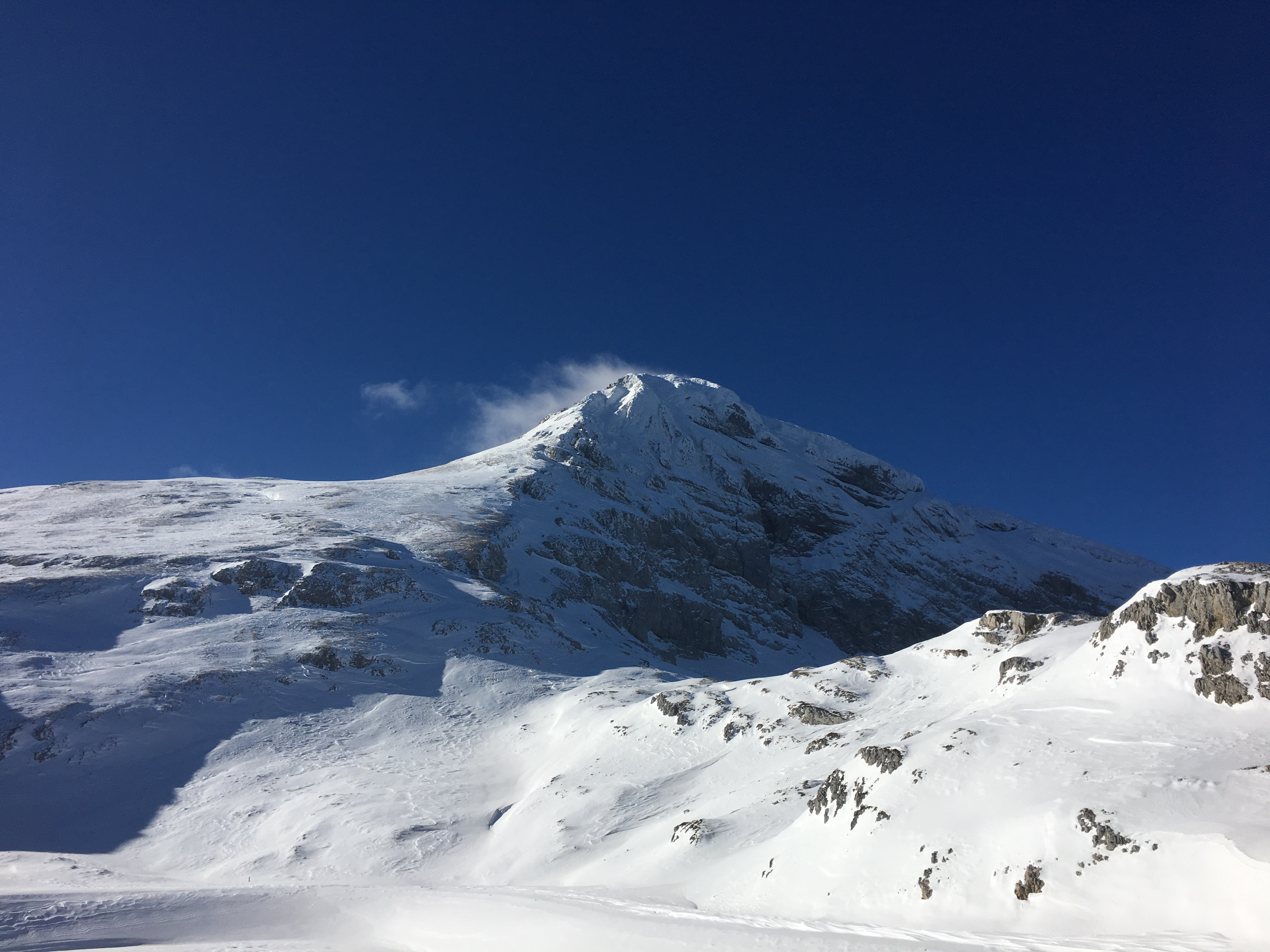
La Grande Moucherolle en hiver.
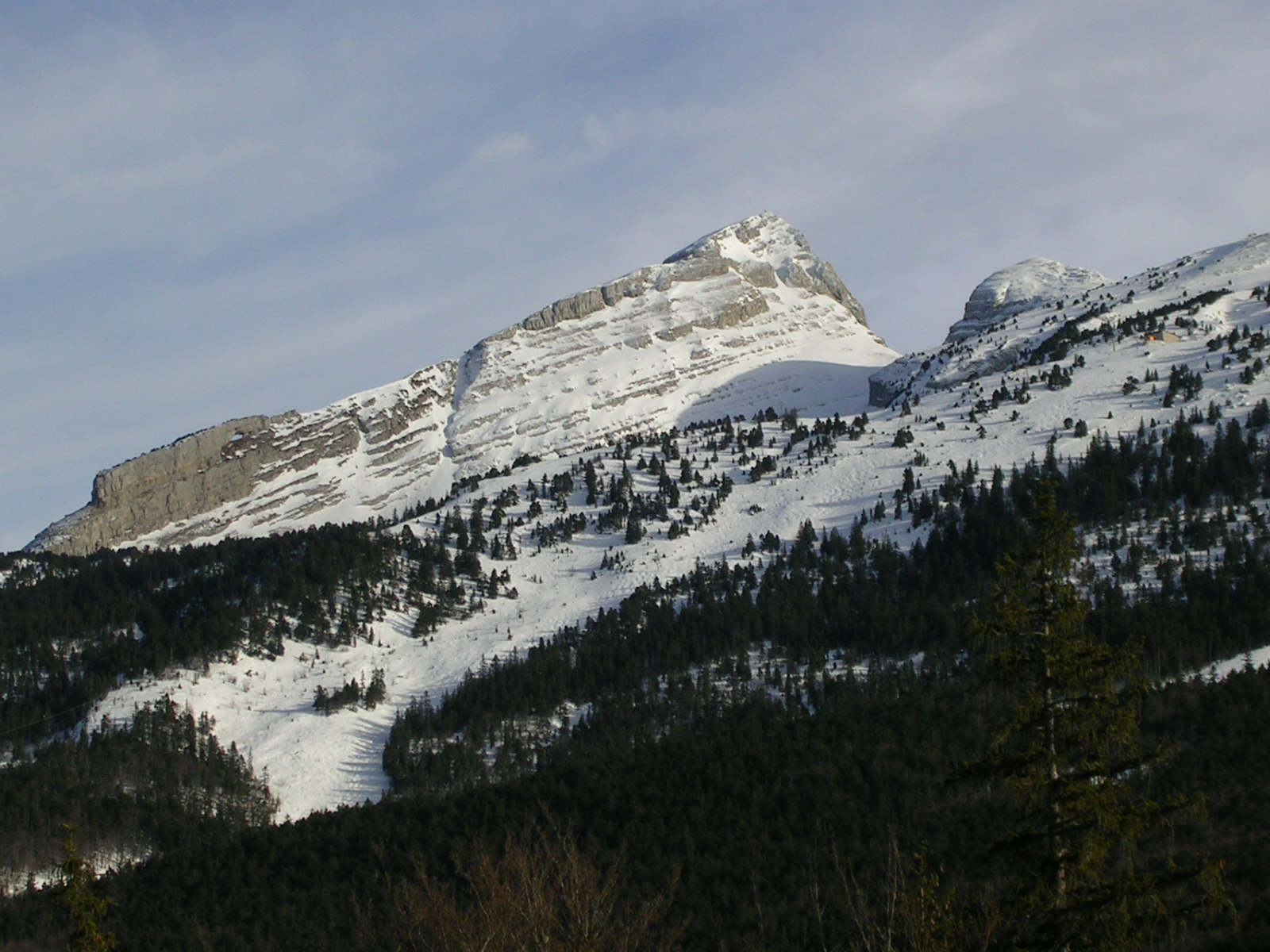
Face sud-ouest, depuis l'auberge du Clariant à Corrençon-en-Vercors.
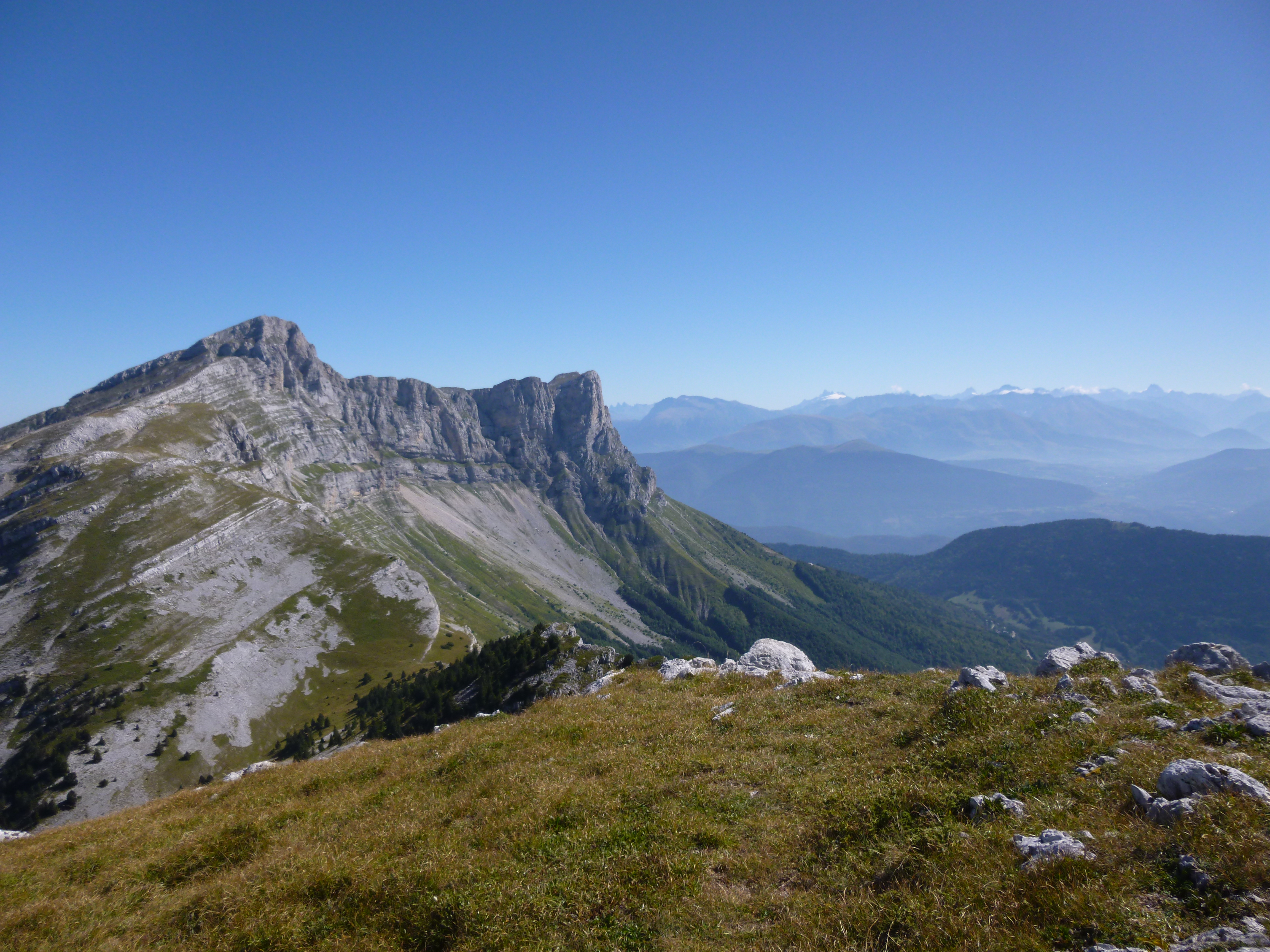
Du sommet de la tête des Chaudières vue sur la Grande Moucherolle.
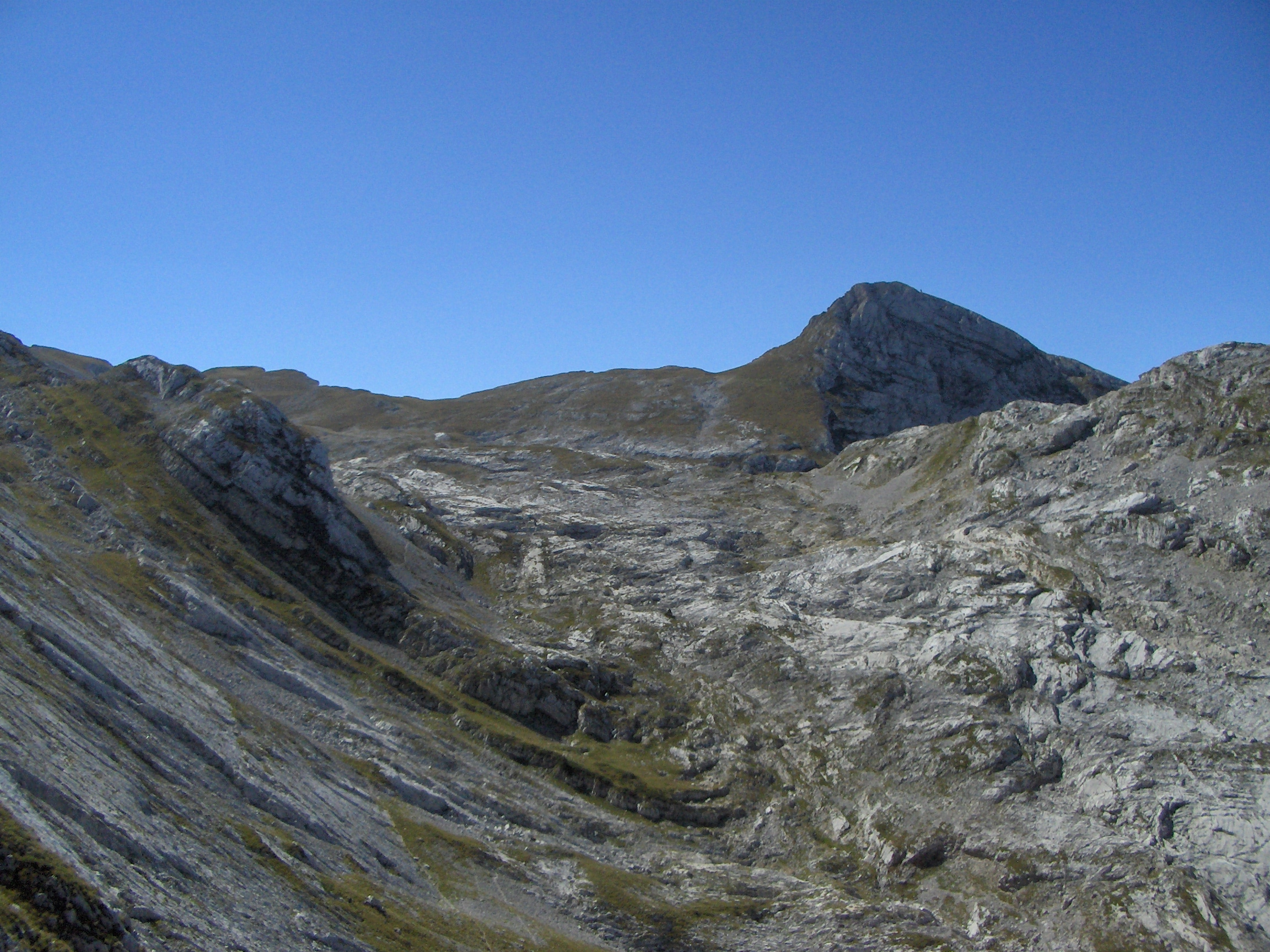
Le vallon du Clot d'Aspres sous la Grande Moucherolle.
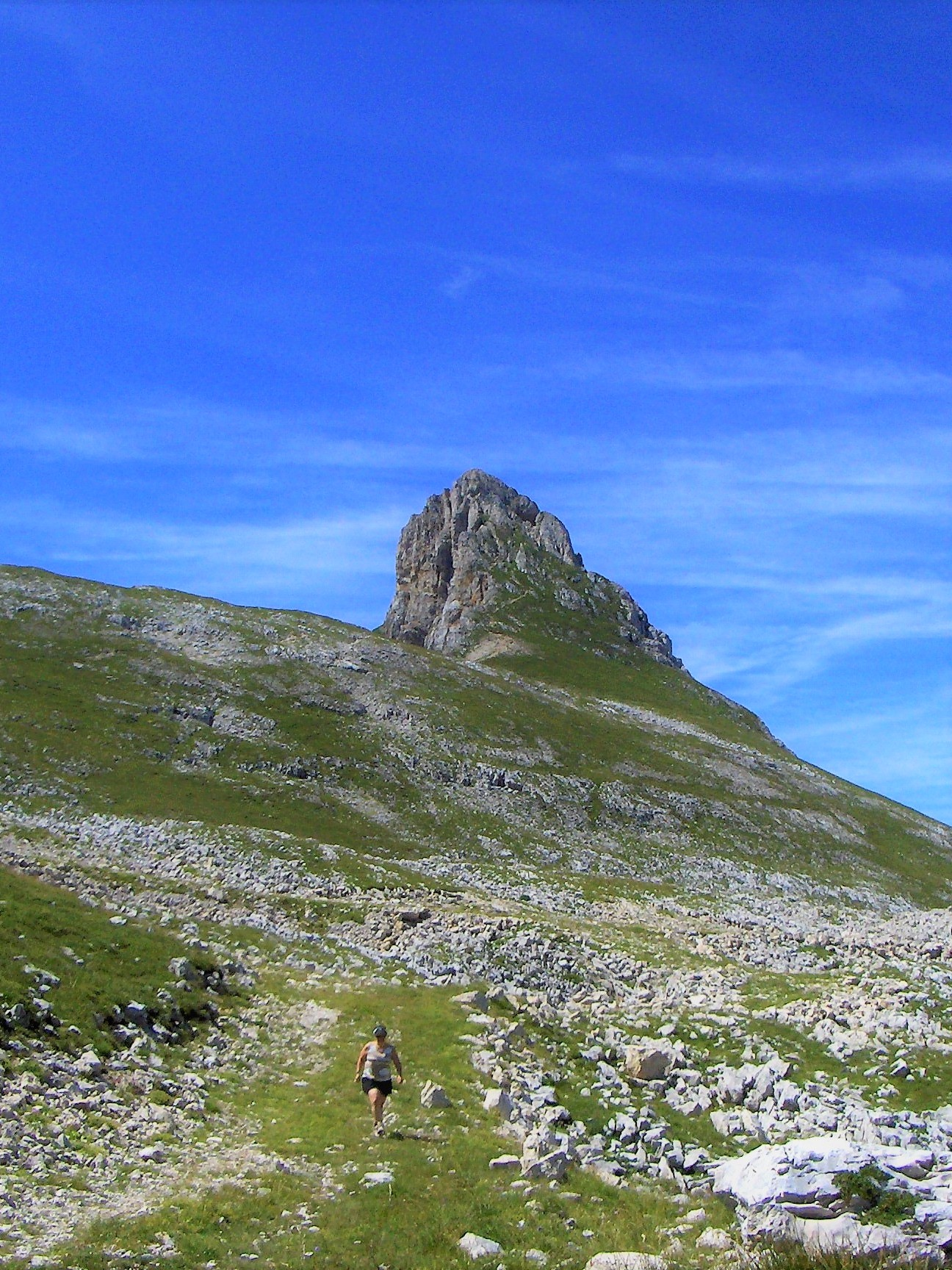
La Grande Moucherolle par le col des Deux-Sœurs.

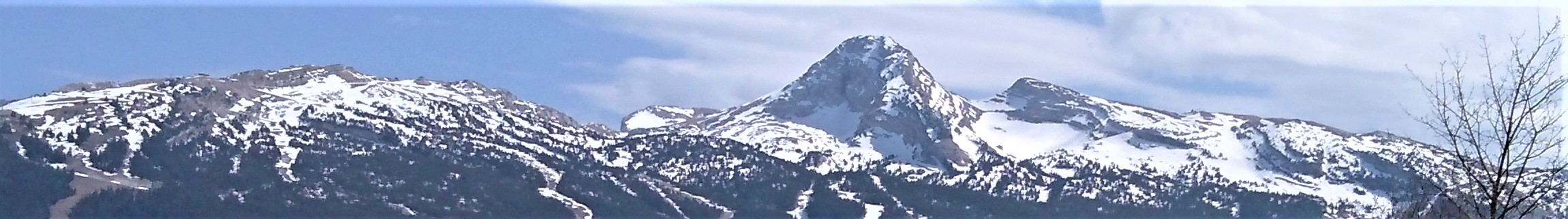
Vue panoramique sur la Grande Moucherolle.